# ČSD E 436.0 sorozat
A ČSD E 436.0 sorozat egy csehszlovák Bo'Bo' tengelyelrendezésű, 1,5 kV DC áramrendszerű villamosmozdony-sorozat volt. 1927 és 1928 között összesen 4 db-ot gyártott a ČKD a ČSD részére. A mozdonyokat 1972-ben leselejtezték.